# Simpsonville (Kentucky)
Simpsonville es una ciudad situada en el condado de Shelby, Kentucky, Estados Unidos. Tiene una población estimada, a mediados de 2022, de 3028 habitantes.

## Geografía
La localidad está ubicada en las coordenadas 38°13′01″N 85°20′59″O / 38.21694, -85.34972 (38.216856, -85.349602). Según la Oficina del Censo, tiene una superficie total de 6.15 km², de la cual 6.09 km² corresponden a tierra firme y 0.06 km² están cubiertos de agua.

## Demografía
Según el censo de 2020, en ese momento había 2990 personas residiendo en la localidad. La densidad de población era de 490.97 hab./km². El 82.44% de los habitantes eran blancos, el 4.92% eran afroamericanos, el 0.54% eran amerindios, el 1.17% eran asiáticos, el 0.07% eran isleños del Pacífico, el 4.01% eran de otras razas y el 6.86% eran de una mezcla de razas. Del total de la población, el 9.33% eran hispanos o latinos de cualquier raza.